# Tipnus unicolor
Espèce
Tipnus unicolor est une espèce d'insectes coléoptères de la famille des Anobiidae (ou des Ptinidae), du genre Tipnus.

## Habitat
Son aire de répartition est l'Europe à l'exception des Balkans.  
Il vit dans les granges et les étables, mais aussi dans les nids de marmottes, souris, et bourdons.